# Lower Dens
Lower Dens byla americká rocková skupina, založená v roce 2010 v Baltimoru ve státě Maryland. Skupinu založila zpěvačka Jana Hunter poté, co se rozhodla ukončit svou sólovou kariéru, během které vydala několik alb. Vedle zpěvačky Hunter v původní sestavě hráli ještě kytarista Will Adams, baskytarista Geoff Graham a bubeník Abram Sanders. Ještě v roce 2010 skupina vydala své debutové album Twin-Hand Movement a druhé Nootropics následovalo v roce 2012. Po vydání prvního alba ze skupiny odešel Sanders a nahradil jej Nate Nelson. Ve skupině rovněž krátce působil kytarista a klávesista Carter Tanton.

## Diskografie
- Twin-Hand Movement (2010)
- Nootropics (2012)
- Escape from Evil (2015)
- The Competition (2019)